# Landulfo VI de Benevento
Landulf VI (m. 27 de noviembre de 1077) fue el último príncipe de Benevento. A diferencia de sus predecesores, nunca tuvo la oportunidad de gobernar de manera independiente. El principado perdió su independencia en 1051, fecha en que Landulfo era cogobernante con su padre, Pandulfo III.
Landulfo era el primogénito de Pandulfo y fue nombrado copríncipe por primera vez en agosto o septiembre de 1038. Su hermano Atenulfo desencadenó probablemente una rebelión al no ser asociado al trono. La revuelta fracasó y Atenulfo huyó a territorio normando, donde fue elegido líder como princeps.
En 1047, el Emperador Enrique III se desplazó al Mezzogiorno para afirmar su autoridad. La Emperatriz Inés visitó Monte Gargano como peregrina y regresó a través de Benevento, donde fue recibida, pero no así su marido. El despreciado imperator puso sitio de inmediato a la ciudad y el Papa Clemente II excomulgó a Landulfo y Pandulfo y a sus habitantes. El sitio fue finalmente levantado, pero, sin embargo, la falta de respeto mostrada a la familia imperial y a la iglesia junto con el declive del principado causó que el tío de Landulfo, Dauferio, abandonara la ciudad y se refugiara con Guaimario IV de Salerno, que albergaba a los jóvenes religiosos en la Abadía de La Cava. Landulfo viajó personalmente a Salerno para reunirse con Guaimario y negociar el regreso de Dauferio, que regresó con la promesa de que su elección de una vocación monástica sería respetada.
Los asuntos de Benevento llegaron a un punto crítico en 1050, cuando León IX fue en peregrinación a Monte Gargano y reafirmó la excomunión de los príncipes, lo que motivó su expulsión por la ciudadanía. El pueblo de Benevento envió una embajada al papa en Roma y se ofreció a ponerse bajo su mandato. En abril de 1051, el cardenal Humberto de Silva Candida y Domenic, Patriarca de Grado, entraron en Benevento para recibir la ciudad en nombre del papa y el 5 de julio, el propio papa entró en su nueva ciudad en nombre propio y del emperador.
Tas la Batalla de Civitate, en la que el papa fue encarcelado en Benevento, la ciudad invitó a Pandulfo y Landulfo a regresar, hecho que se produjo en 1055. A partir de ahí, ambos gobernaron como vasallos del papa. En 1056, Landulfo asoció a su hijo Pandulfo IV. Probablemente en 1059, el anciano Pandulfo abdicó en el monasterio de Santa Sofía, dejando a Landulfo y Pandulfo IV como príncipes únicos.
Landulfo aparece poco en las fuentes desde entonces. En 1065, fue amonestado por Alejandro II que le advirtió de "que la conversión de los judíos no debe ser obtenida por la fuerza." Estuvo presente el 1 de octubre de 1071 en la consagración de la Abadía de Monte Cassino. En agosto de 1073, juró lealtad a Papa Gregorio VII, su señor supremo, prometiendo respetar los derechos de los ciudadanos de Benevento. Gregorio incluso residió ocasionalmente en el palacio de Landulfo en Benevento, al que Amatus califica como lo plus grand palaiz ("el palacio más grande"). Landulfo no aparece más en las crónicas y, tras morir su hijo en batalla en 1074, murió príncipe único bajo el papa el 27 de noviembre de 1077. Con su muerte, el antiguo principado de Benevento llegó a su fin.

## Nota
1. ↑  Simonsohn, pp 35–37.